# Ungarn ved sommer-OL 2024
Ungarn deltog i sommer-OL 2024 i Paris, Frankrig i perioden 26. juli til 11. august 2024.
Udøvere for Ungarn vandt totalt 19 medaljer.

## Medaljer
| 2024 Paris | Guld | Sølv | Bronze | Total |
| Ungarn     | 6    | 7    | 6      | 19    |

### Medaljevinderne
| Ungarn under sommer-OL 2024 i Paris | Ungarn under sommer-OL 2024 i Paris | Ungarn under sommer-OL 2024 i Paris | Ungarn under sommer-OL 2024 i Paris | Ungarn under sommer-OL 2024 i Paris |
| Medalje                             | Navn                                | Sport                               | Event                               | Dato                                |
| ----------------------------------- | ----------------------------------- | ----------------------------------- | ----------------------------------- | ----------------------------------- |
| -                                   | -                                   | -                                   | -                                   | -                                   |